# Disordine del corteggiamento
Il disturbo del corteggiamento è un costrutto teorico della sessuologia secondo cui un certo insieme di parafilie rappresentano specifici istinti anomali di corteggiamento negli uomini. Le parafilie in questione sono la biastofilia (stupro parafilico), l'esibizionismo, il frottage, le chiamate oscene e il voyeurismo. Secondo l'ipotesi del disturbo del corteggiamento, esiste un processo di corteggiamento specie-tipico nei maschi umani costituito da quattro fasi, e le anomalie presenti in ciascuna fase risultano in uno di questi interessi sessuali parafilici. Sostanzialmente, invece di essere parafilie indipendenti, la teoria del disturbo del corteggiamento considera questi interessi sessuali come sintomi diversi di un solo disordine.

## Ipotesi
Secondo l'ipotesi del disturbo del corteggiamento, esiste un processo di corteggiamento specie-tipico nell'uomo composto da quattro fasi. Queste sono:
1. ricerca di potenziali partner sessuali;
2. avvio di un approccio non fisico, ad esempio sorridendo o parlando con una donna;
3. interazione fisica, come l'abbraccio o il petting;
4. rapporto sessuale.[3]

La prima associazione delle suddette fasi con le parafilie fu opera di Kurt Freund:
1. un disturbo della fase di ricerca del partner si manifesta come voyeurismo;
2. un disturbo della fase di interazione visiva o verbale si manifesta con esibizionismo o chiamate oscene;
3. un disturbo della fase di interazione fisica si manifesta come frotteurismo;
4. l'assenza del rapporto sessuale sfocia in uno stupro, cioè biastofilia.

Secondo Freund queste parafilie "possono essere concettualizzate come una preferenza per un modello di comportamento o di fantasia erotica in cui una di queste quattro fasi dell'interazione sessuale è intensificata e distorta a tal punto da sembrare una caricatura del normale, mentre le fasi rimanenti vengono omesse interamente o vengono mantenute solo in modo rudimentale."
Freund inoltre suggerisce un altro disordine del corteggiamento, il triolismo. Si tratta di una parafilia, in cui una persona si eccita nel vedere il proprio partner durante un rapporto sessuale con un soggetto terzo, solitamente all'insaputa di quest'ultimo. Il sessuologo pone questo disordine tra le varianti del voyeurismo.
L'accettazione dei comportamenti, anche di natura sessuale, dipendono da contesti sociali, culturali, geografici e temporali. Alcuni comportamenti che si riterrebbero normalmente esecrabili, come la nudità pubblica, sono formalmente accettati e in alcuni casi incoraggiati. Festività come il Carnevale possono giustificare o mascherare sintomi del disturbo del corteggiamento.

## Evidenze della teoria
Le parafilie afferenti al disordine del corteggiamento sono più frequenti rispetto a quelle non afferenti. Il modello del disordine del corteggiamento offre quindi una valida spiegazione alla loro co-occorrenza negli uomini.
Il disordine del corteggiamento è spesso citato dai sessuologi e dagli scienziati forensi come uno dei modelli di parafilia predominante.
Un'altra teoria tassonomica delle parafilie è stata proposta da John Money, che le racchiude in mappe dell'amore.